# Christoph Gottfried Bardili
Christoph Gottfried Bardili (Blaubeuren, 18 gennaio 1761 – Stoccarda, 5 giugno 1808) è stato un filosofo tedesco.
Il suo sistema ha avuto poca influenza in Germania: solo Karl Leonhard Reinhold lo espone per difenderlo dagli attacchi di Fichte e Schelling. Resta che alcune sue idee aprirono la strada a certi ultimi sviluppi del pensiero di Schelling e Hegel. Avversò fortemente la distinzione kantiana tra forma e materia del pensiero e avanzò l'idea che la filosofia dovesse prendere in considerazione esclusivamente il pensiero in se stesso, il puro pensiero, inteso come base e possibilità dell'essere. 
Principio fondamentale del pensiero è, a suo dire, il principio di identità: solo il pensiero logico è reale pensiero. La materia su cui opera il pensiero è, per sua definizione, indefinita e solo l'attività del pensiero la rende definita. Il pensiero non avrebbe, in sostanza, capacità sintetica o possibilità di sviluppo, non essendo, in definitiva, altro che un computare aritmetico.

## Opere
- 1796 Über die Gesetze der Ideenassociation
- 1798 Briefe über den Ursprung der Metaphysik
- 1800 Grundriss der ersten Logik
- 1802-1806 Philosophische Elementarlehre
- 1803 Beiträge zur Beurteilung des gegenwärtigen Zustandes der Vernunftlehre